# 아르스 테크니카
아르스 테크니카 혹은 아스 테크니카(Ars Technica, /ˌɑːrz ˈtɛkn[미지원 입력]kə/, 라틴어의 "art of Technology"에서 따왔다)는 켄 피셔와 존 스토크가 1998년 문을 연 기술, 정치, 사회등의 뉴스와 리뷰를 전달하는 웹사이트이다. 아르스 테크니카는 비디오 게임, 보드 게임, 소프트웨어, 과학, 사회, 기술 정책등에 대한 뉴스와 리뷰, 그리고 가이드등을 올린다.
아르스 테크니카는 2008년 5월까지 개인 소유였다가, 와이어드지와 레딧 등을 운영하는 컨데 나스트 디지털에 팔리게 된다.

## 역사
켄 피셔와 존 스트코크는 아르스 테크니카 웹 사이트와 더불어 유한회사를 1998년에 설립하였다. 아르스 테크니카의 목적은 컴퓨터 파드웨어와 소프트웨어에 관련된 뉴스 기사와 가이드를 올리는 것이었다. 아르스 테크니카는 뉴스와 리뷰, 가이드와 더불어 컴퓨터 광들이 관심있어할 만한 기사들을 올리기 시작하였으며, 아르스 테크니카의 작가들은 미국 각지에 퍼져 있었다.
2008년 5월 19일 아르스 테크니카는 컨데나스트 측의 온라인 측 자회사인 컨데 나스트 온라인에 매각되었다. 아르스 테크니카는 컨데 나스트의 "와이어드" 디지털 그룹에 추가되었으며, 여기엔 와이어드와 레딧이 포함되어 있다. 피셔, 스토크 그리고 나머지 8명의 작가들은 컨데나스트 측에 고용되었으며, 피셔는 편집장이 되었다.
2015년 5월 5일, 아르스 테크니카는 영국과 유럽등지의 문제를 다루기 위해 영국 사이트를 개설하였다. 영국 사이트는 시작과 동시에 50만의 독자와 함께 연간 140만명의 독자를 기록하였다.

## 내용
아르스 테크니카의 기사는 1998년 만들어질때부터 뉴스, 가이드, 리뷰 그리고 특징의 4가지 분류로 나뉘었으며, 뉴스쪽에선 현재 사건들을 다루고 있다.
기본적으로, 아르스 테크니카에서 내는 대부분의 뉴스는 다른 기술과 관련된 웹사이트와 중계한다. 아르스 테크니카 측은 뉴스에 짧은 주석을 다는데, 보통 짧은 단락과 더불어 원래 기사를 링크로 달아놓는다. 컨데 나스트로 인수된 이후 아르스 테크니카에서 자체 뉴스와, 탐사 주제, 그리고 인터뷰 소스 자체를 더 많이 내기 시작했다.
아르스 테크니카의 특징 기사는 주제에 대한 꽤나 깊은 내용을 전달하는 것으로 유명하다. 2009년에는 자세한 과학 이론, 물리학, 수학적 증명과 양자 컴퓨터의 적용에 대한 자세한 화제를 다루기도 하였다.
그러나 아르스 테크니카는 일반적인 저널에 쓰이는 것보다 덜 진부한 톤으로 작성된다. 아르스 테크니카의 작가들은 대학원 이상 학위를 갖고 있으며, 또한 학계에 있거나, 연구소에 근무하고 있다.

## 같이 보기
- 비디오 게임 저널리즘
- 아르스 일렉트로니카

## 참고
1. ↑  Condé Nast Digital was named CondéNet at the time.[6]